# Red Bull Powertrains
Red Bull Powertrains (RBPT) is een Formule 1-productiebedrijf dat eigendom is van het Oostenrijkse Red Bull GmbH. Dietrich Mateschitz, Helmut Marko en Christian Horner richtten het bedrijf op 16 februari 2021 op door de door Honda ontwikkelde Formule 1-motoren met ingang van het seizoen 2022 over te nemen, nadat duidelijk werd dat de Japanse fabrikant zich na 2021 uit de sport zou terugtrekken.
In 2022 assembleerde Honda de krachtbronnen en bood de firma ondersteuning bij de race-activiteiten, voordat Red Bull Powertrains vanaf 2023 de volledige verantwoordelijkheid voor hun werking op zich nam.
Red Bull Powertrains neemt vanaf 2026 de volledige verantwoordelijkheid op zich voor de levering van motoren en de activiteiten, wanneer het bedrijf wordt omgedoopt tot Red Bull Ford Powertrains, na een partnerschap met Ford Motor Company.

## Geschiedenis
In februari 2021 tekende Red Bull Advanced Technologies een exclusieve overeenkomst met Honda om het seizoen 2022 te beginnen. De Honda-motoren zullen worden gekocht en worden hernoemd naar Red Bull Powertrains, en werden vanaf 2022 geleverd aan twee teams die deelnemen aan de Formule 1, Red Bull Racing en Scuderia AlphaTauri.
Op 23 april 2021 werd Ben Hodgkinson als technisch directeur van Red Bull Powertrains aangesteld; Hodgkinson was sinds 2017 hoofd werktuigbouwkunde bij Mercedes AMG High Performance Powertrains. Op 6 mei nam Red Bull aan nog vijf motormedewerkers van Mercedes over: Steve Blewett (productiedirecteur van de Red Bull-motor), Omid Mostaghimi (hoofdmotor, elektronica en KERS), Pip Clode (hoofd van mechanisch ontwerp voor KERS), Anton Mayo (hoofd van het ontwerp van verbrandingsmotoren) en Steve Brodie (leider van verbrandingsmotoractiviteiten).